# José Ángel Alonso Pérez
José Ángel Alonso Pérez (Villalón  de Campos, Valladolid, 22 de febrero de 1993) es un jurista y político español, alcalde de Villalón de Campos, Senador y Diputado por Valladolid en el Congreso de los Diputados por el Partido Popular.

## Cargos

### Ayuntamiento de Villalón
Fue elegido alcalde de Villalón de Campos por el Partido Popular, convirtiéndose en el alcalde más joven del país.  Logró desbancar al PSOE, que gobernaba la localidad, tras obtener una amplia mayoría absoluta que revalidaría en las elecciones de 2019, obteniendo 7 de los 9 concejales de la corporación municipal.[cita requerida]
En 2023 logra su tercera mayoría absoluta en las elecciones municipales del 28 de mayo obteniendo el mejor resultado de la provincia de Valladolid con un 80% de los votos. El PP con Alonso a la cabeza obtiene 8 concejales, el PSOE 1 y VOX ningún concejal.

### Senado
El 28 de abril del 2019 es elegido senador por la provincia de Valladolid al ser designado como número 1 de la candidatura del Partido Popular. En el Senado de España desempeñó las funciones de portavoz de Formación Profesional, secretario de la Comisión de Justicia, vocal en la Comisión de Empresa y Economía y vocal de Incompatibilidades.

### Congreso de los Diputados
Encabezó la candidatura del Partido Popular al Congreso de los Diputados en la provincia de Valladolid, donde se recupera el segundo escaño para la formación. El 3 de diciembre del 2019, Alonso toma posesión de su escaño en el Congreso de los Diputados y es nombrado portavoz de la Comisión de Desarrollo Sostenible, Portavoz Adjunto de Cambio Climático, miembro de la Comisión Mixta de Control Parlamentario de la Corporación RTVE y sus Sociedades, Vocal de la Comisión de Educación y Formación Profesional, Adscrito de la Comisión de Derechos Sociales y Políticas Integrales de la Discapacidad.